# Jardins de Tivoli
Os Jardins de Tivoli, Parque Tívoli ou simplesmente Tivoli é um parque de diversões situado em Copenhaga, capital da Dinamarca. Foi inaugurado em 1843. É o segundo parque de diversões mais antigo em funcionamento no mundo (o primeiro é o Dyrehavsbakken, em Klampenborg, um subúrbio de Copenhaga).

## História
O criador do parque foi Georg Carstensen, que obteve, do rei Cristiano VIII da Dinamarca, uma concessão para construir o parque sob a justificativa de que "quando as pessoas estão se divertindo, elas não estão pensando em política". O rei cedeu um terreno de 61 000 metros quadrados junto à Porta Oeste da cidade, em troca de um rendimento anual. O parque foi inaugurado em 15 de agosto de 1843 com o nome de "Tivoli & Vauxhall". "Tivoli" em homenagem ao jardim de Tivoli, em Paris, e "Vauxhall" em homenagem aos jardins de Vauxhall, em Londres.  
Desde o início, o parque contou com atrações como construções inspiradas num Oriente imaginário, carrosséis, trens, restaurantes, jardins, espetáculos de fogos de artifício etc. 
Hans Christian Lumbye foi o diretor musical do parque de 1843 a 1872. Ele escreveu muitas músicas inspiradas no parque, como "Saudação aos portadores de bilhetes do Tivoli", "Prazeres de carnaval" e "Uma noite festiva no Tivoli". 
Em 1874, foi inaugurado o Teatro de Pantomima, em estilo chinês, no lugar de um pequeno teatro anterior. No teatro, o público fica ao ar livre, enquanto os atores de pantomima se apresentam no interior. A cortina do teatro tem o formato de uma cauda de pavão, que se abre mecanicamente.
No final do século XIX e início do século XX, o parque exibiu espetáculos de zoo humano.
Em 1943, simpatizantes nazistas queimaram muitos prédios do parque.